# Список кратных планетных систем
В конце 80-х годов XX столетия многие группы астрономов по всему миру начали крупномасштабный поиск экзопланет, проводя систематические измерения скоростей ближайших к Солнцу звёзд. И, наконец, в 1989 году Д. Латамом была обнаружена первая сверхмассивная экзопланета — коричневый карлик, вращающаяся вокруг звезды HD 114762. Однако её планетный статус был подтверждён только в 1999 году. А первые нормальные экзопланеты были зарегистрированы у нейтронной звезды PSR 1257+12, их открыл астроном Александр Вольщан в 1991 году. Эти планеты были признаны вторичными, возникшими уже после взрыва сверхновой. В 1995 году астрономы Мишель Майор и Дидье Келос с помощью сверхточного спектрометра обнаружили покачивание звезды 51 Пегаса с периодом 4,23 сут. Планета, вызывающая покачивания, напоминает Юпитер, но находящийся в непосредственной близости от светила. После этого открытия экзопланет начали совершаться со всё возрастающими темпами. На май 2011 года известно уже 547 экзопланет в 458 планетных системах. И их число постепенно растёт. В данном списке представлены известные на данный момент кратные (с более чем одной планетой) планетные системы.

## Список планетных систем
Список планетных систем с 2 планетами и более. 

Цветом выделены системы с 3 планетами и более.